# آندریا ریگی
آندریا ریگی (به انگلیسی: Andrea Righi) (زادهٔ ۱۴ دسامبر ۱۹۷۹) شناگر اهل ایتالیا است.